# Haukiapaansaari
Haukiapaansaari är en ö i Finland. Den ligger i sjön Sysmä och i kommunen Jorois i den ekonomiska regionen  Pieksämäki ekonomiska region  och landskapet Södra Savolax, i den södra delen av landet, 260 km nordost om huvudstaden Helsingfors. Öns area är 3,3 hektar och dess största längd är 310 meter i sydöst-nordvästlig riktning.